# Sheep Point
Der Sheep Point (englisch für Schaf-Landspitze) ist eine Landspitze an der Nordküste Südgeorgiens im Südatlantik. Sie liegt am Südufer der Cook Bay und markiert dort einerseits die Südseite der Einfahrt zum Prince Olav Harbour, andererseits die Nordseite der Einfahrt zur Carl-Passage.
Der Name der Landspitze taucht erstmals auf Karten auf, die Wissenschaftler der britischen Discovery Investigations im Jahr 1929 bei der Vermessung des Prince Olav Harbour anfertigten. Möglicherweise geht die Benennung bereits auf einen früheren Zeitpunkt zurück.